# 岩瀬健
岩瀬 健（いわせ けん、1975年7月8日 - ）は、千葉県出身の元サッカー選手、元フットサル選手、サッカー指導者。

## 来歴
1994年に浦和レッズに入団。同期には山田暢久などがいる。1995年に途中出場を果たす。1996年は怪我がちだったバインに代わり、背番号10をつけてスタメン出場を果たし、10節のマリノス戦ではJリーグ初ゴールを決めた。
のちに大宮アルディージャに在籍。引退後はPREDATOR FUTSAL CLUB（現：バルドラール浦安フットボールサラ）でフットサルに転向しフットサル日本代表にも選ばれた。その後、浦和レッズハートフルクラブや下部組織でコーチを務め、2013年からは柏レイソルのアカデミーで指導者を務めた。
2017年から柏レイソルトップチームのヘッドコーチを務め、2018年11月10日、解任された加藤望の後任として柏の監督に就任。三浦哲郎（名古屋・1994年）、木村文治（京都・2003年）以来3例目のリーグ戦残り2試合のタイミングでの監督就任となった。初采配のJ1第33節・セレッソ大阪戦では、3-0のスコアでチームを4試合振りの勝利に導いたが、他会場の結果により柏のシーズン17位（自動降格圏）が確定。新任監督の初采配試合での降格決定はJリーグ史上初の事例となった。翌2019年は監督の座をネルシーニョに譲り、柏のアカデミーヘッドオブコーチを務めた。
2020年、大分トリニータのヘッドコーチに就任。
2021年、古巣となる大宮の監督に就任したが、開幕から調子を上げることができず、J2リーグ14試合終了時点で2勝5分8敗の20位に沈んだ。同年5月25日に成績不振を理由にフットボール本部長の西脇徹也と共に解任された。
2022年、再び大分のヘッドコーチに就任。
補足だが2007年にフジテレビで放送されたドラマ『プロポーズ大作戦』の山下智久演じる(岩瀬健)とは同姓同名である。

## 所属クラブ
サッカー
- 松戸市立金ケ作中学校
- 習志野市立習志野高等学校
- 1994年 - 1998年途中 浦和レッドダイヤモンズ
- 1998年途中 - 2002年 大宮アルディージャ
- F.C.VENGA
- FCフエンテ東久留米

フットサル
- PREDATOR FUTSAL CLUB（現：バルドラール浦安フットボールサラ）

## 個人成績
| 国内大会個人成績 | 国内大会個人成績 | 国内大会個人成績 | 国内大会個人成績 | 国内大会個人成績 | 国内大会個人成績 | 国内大会個人成績  | 国内大会個人成績  | 国内大会個人成績 | 国内大会個人成績 | 国内大会個人成績 | 国内大会個人成績 |
| 年度             | クラブ           | 背番号           | リーグ           | リーグ戦         | リーグ戦         | リーグ杯          | リーグ杯          | オープン杯       | オープン杯       | 期間通算         | 期間通算         |
| 年度             | クラブ           | 背番号           | リーグ           | 出場             | 得点             | 出場              | 得点              | 出場             | 得点             | 出場             | 得点             |
| 日本             | 日本             | 日本             | 日本             | リーグ戦         | リーグ戦         | リーグ杯          | リーグ杯          | 天皇杯           | 天皇杯           | 期間通算         | 期間通算         |
| ---------------- | ---------------- | ---------------- | ---------------- | ---------------- | ---------------- | ----------------- | ----------------- | ---------------- | ---------------- | ---------------- | ---------------- |
| 1994             | 浦和             | -                | J                | 0                | 0                | 0                 | 0                 | 0                | 0                | 0                | 0                |
| 1995             | 浦和             | -                | J                | 9                | 0                | -                 | -                 | 0                | 0                | 9                | 0                |
| 1996             | 浦和             | -                | J                | 21               | 3                | 11                | 0                 | 1                | 1                | 33               | 4                |
| 1997             | 浦和             | 17               | J                | 0                | 0                | 0                 | 0                 | 0                | 0                | 0                | 0                |
| 1998             | 浦和             | 25               | J                | 0                | 0                | 4                 | 0                 | 0                | 0                | 4                | 0                |
| 1998             | 大宮             |                  | 旧JFL            | 9                | 1                | -                 | -                 |                  |                  |                  |                  |
| 1999             | 大宮             | 8                | J2               | 32               | 5                | 2                 | 0                 |                  |                  |                  |                  |
| 2000             | 大宮             | 8                | J2               | 6                | 0                | 0                 | 0                 |                  |                  |                  |                  |
| 2001             | 大宮             | 8                | J2               | 20               | 2                | 0                 | 0                 |                  |                  |                  |                  |
| 2002             | 大宮             | 8                | J2               | 2                | 0                | -                 | -                 |                  |                  |                  |                  |
| 通算             | 日本             | 日本             | J1               | 30               | 3                | 15                | 0                 | 1                | 1                | 46               | 4                |
| 通算             | 日本             | 日本             | J2               | 60               | 7                | 2                 | 0\|\|\|\|\|\|\|\| |                  |                  |                  |                  |
| 通算             | 日本             | 日本             | 旧JFL            | 9                | 1                | -\|\|\|\|\|\|\|\| | -\|\|\|\|\|\|\|\| |                  |                  |                  |                  |
| 総通算           | 総通算           | 総通算           | 総通算           | 99               | 10               | 17                | 0\|\|\|\|\|\|\|\| |                  |                  |                  |                  |

## 代表歴
- 2003年 フットサル日本代表

## 指導歴
- 2005年 - 2012年 浦和レッズ
  - 2005年 - 2007年 ハートフルクラブコーチ
  - 2008年 - 2010年 ユース コーチ
  - 2011年 - 2012年 ジュニアユースU-14 監督
- 2013年 - 2019年 柏レイソル
  - 2013年 - 2014年 U-15 コーチ
  - 2015年 U-15 監督
  - 2016年 アカデミーダイレクター
  - 2017年 - 2018年11月 ヘッドコーチ
  - 2018年11月 - 同年12月 監督
  - 2019年 アカデミーヘッドオブコーチ
- 2020年  大分トリニータ ヘッドコーチ
- 2021年 - 同年5月 大宮アルディージャ 監督
- 2022年 - 2023年 大分トリニータ ヘッドコーチ
- 2024年 - モンテディオ山形 コーチ